# 斯文·赫格隆德
斯文·赫格隆德（瑞典語：Sven Höglund，1910年10月23日—1995年8月21日），瑞典男子自行车运动员。他曾代表瑞典参加1932年夏季奥林匹克运动会自行车比赛，获得男子团体公路赛铜牌。